# Henriette Coyet
Hilda Eleonore Henriette Dorotée Amelie Coyet (född Cederström), född 16 mars 1859 i Helsingborg, död 28 augusti 1941, var en svensk friherrinna, kulturpersonlighet, silhuettklippare och slottsfru på Torups slott. 

## Biografi

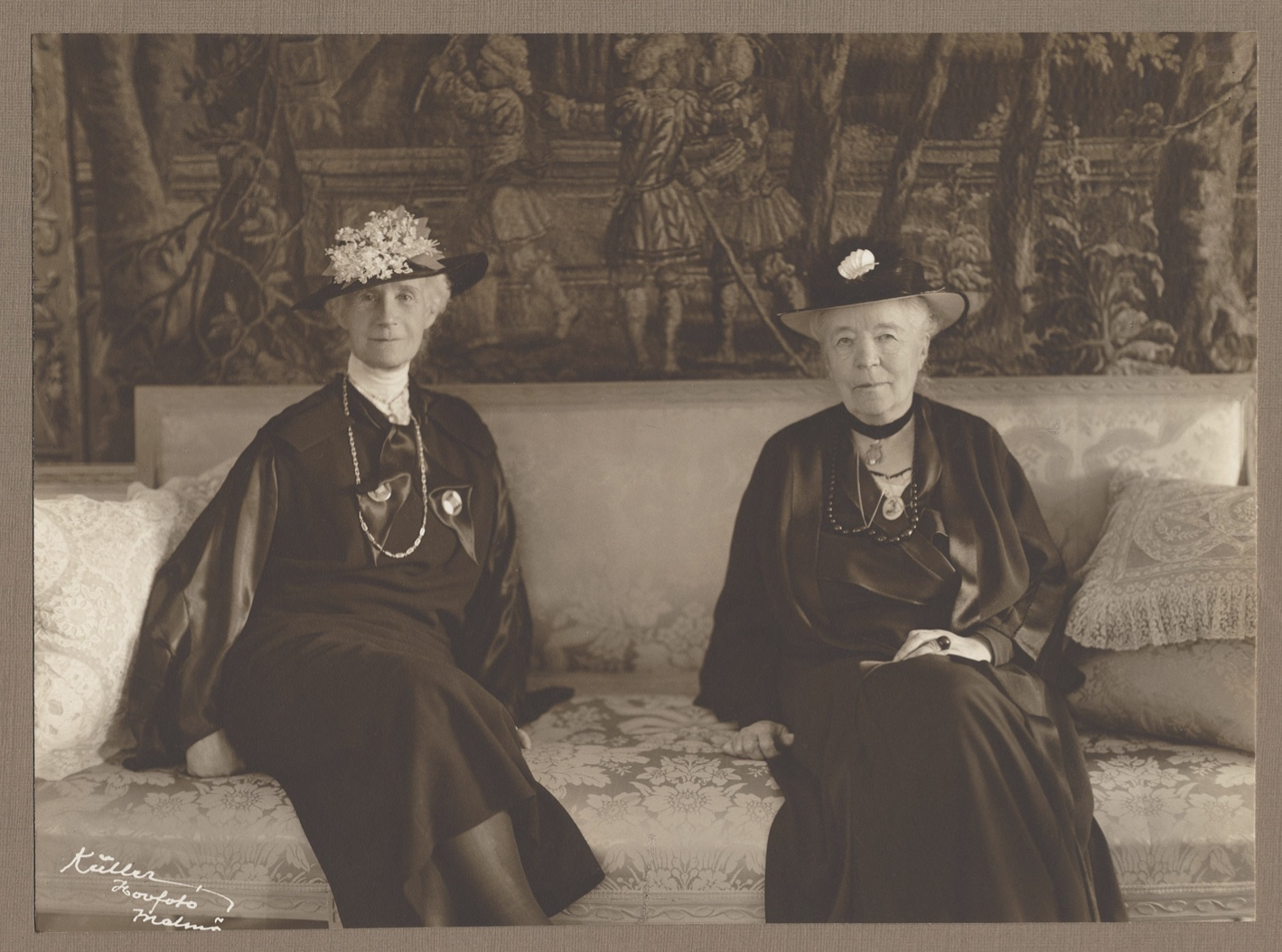
Selma Lagerlöf och Henriette Coyet

Henriette Coyet var dotter till friherre Bror Cederström. Hon har kallats "Skånes okrönta drottning" och härskade på Torups slott från 1884, då hon gifte sig med blivande hovmarskalken Gösta Coyet, fram till 1941. Maken gick bort 1924, men hon fortsatte sitt verksamma liv och kom att göra Torup till något av ett kulturcentrum. Slottet restaurerades varsamt, borggården förminskades och ett vagnslider gjordes om till bibliotek. En praktverk om Torups historia författades av Henriette Coyet.
Åren 1921–1939 var hon ordförande i Bara härads hembygdsförening. Henriette Coyet värnade om skånsk allmogekultur, var folklig och välkomnade även stadsbor i skogarna runt slottet. Om somrarna hölls slottsparken öppen för besökare. Trädgårdsfester och kulturella evenemang lockade tusentals besökare.
Henriette Coyet hyste ett passionerat intresse för hemslöjd – i synnerhet flamskvävnad, och stod som medutgivare av det stora samlingsverket "Gammal allmogeslöjd från Malmöhus län". Hon satt med i styrelsen för Stockholmsutställningen 1930. Dessutom var hon ordförande i ett flertal kulturella länskommittéer. Efter första världskriget presiderade hon Röda korsets "kommitté för mottagande av tyska och österrikiska krigsbarn i Skåne".
Coyet var stiftande ledamot av Vetenskapssocieteten i Lund (LVSL) samt medlem i första styrelsen.

## Övrigt
Selma Lagerlöf, som var nära vän till Henriette Coyet, gästade Torups slott ett flertal gånger.
Torups slott och friherrinnan Coyet förekommer i Edvard Perssons sång "Skånska slott och herresäten".